# Intento de golpe de Estado en Sierra Leona de 2023
El intento de golpe de Estado en Sierra Leona de 2023 tuvo lugar en Sierra Leona el 26 de noviembre de 2023 cuando un grupo de militantes atacó varios lugares en Freetown, la capital del país. Posteriormente se decretó un toque de queda a nivel nacional en el país y se inició una cacería humana para encontrar a los militantes. El presidente Julius Maada Bio afirmó que el ataque fue repelido por las fuerzas de seguridad y dijo que el gobierno tenía el control de la situación. Los ataques fueron descritos por organizaciones internacionales como intentos de alterar el orden constitucional en el país, y por el ministro de Información Chernor Bah como un «intento de golpe de Estado».

## Antecedentes
Los ataques se produjeron en medio de las tensiones políticas generadas por la reelección del presidente Julius Maada Bio en junio de 2023, elección que fue cuestionada por la oposición y generó preocupación en Estados Unidos y la Unión Europea. En agosto, se reportó un intento de golpe de Estado que resultó en la detención de varios soldados.

## Eventos
Aproximadamente a las 4:30h de la mañana del 26 de noviembre de 2023, un grupo de militares atacaron el arsenal militar del cuartel de Wilberforce situado en Freetown, Sierra Leona, cerca de la residencia presidencial. Más tarde esa misma mañana, los atacantes irrumpieron en la Prisión Central de Pademba Road en Freetown, liberando a casi todos los reclusos, unas 1890 personas, después de que las fuerzas de seguridad se retiraran de la zona. Algunos de los reclusos fueron vistos caminando por el vecindario de Brookfields. Otra prisión también fue atacada por los militares. Un corresponsal de Reuters vio cómo las puertas de las celdas eran forzadas o completamente retiradas durante una visita a la prisión de Pademba después de la fuga, y el jefe de los servicios penitenciarios del país dijo que los atacantes estrellaron un vehículo contra la puerta principal de la prisión después de no poder abrirla con un lanzacohetes. Al menos 100 reclusos regresaron posteriormente a sus prisiones, uno de ellos afirmó que oficiales militares abrieron su celda a la fuerza durante un intenso tiroteo y le ordenaron que se marchara. Los atacantes fueron vistos en vehículos policiales, portando equipo robado. También se les describió como uniformados y con pasamontañas. Los analistas estiman el posible número de atacantes en unos cincuenta, incluyendo oficiales militares y excomandantes rebeldes.

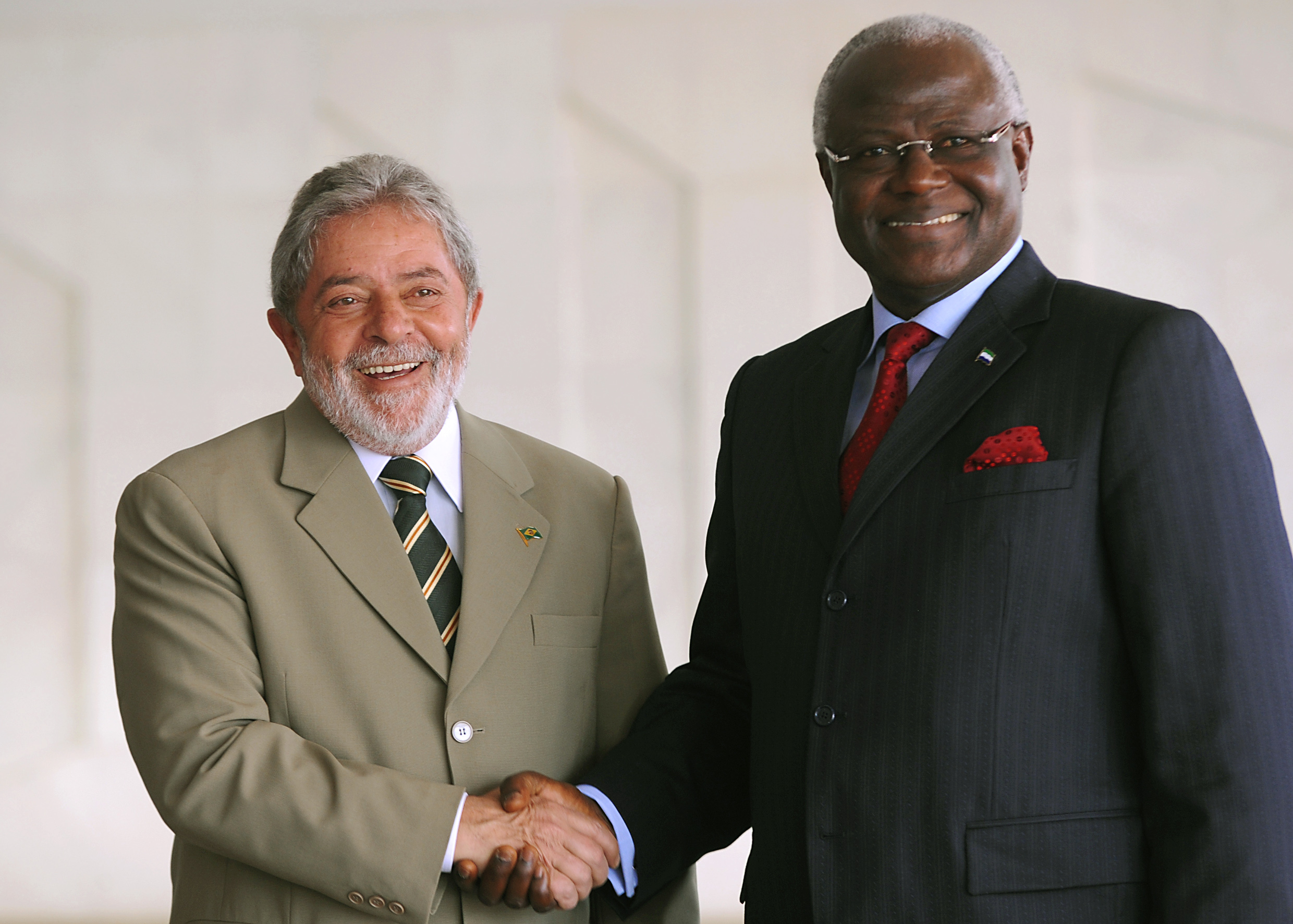
El expresidente de Sierra Leona, Ernest Bai Koroma, en una reunión con el presidente de Brasil, Lula da Silva.

Hubo más enfrentamientos cerca de Murray Town, sede de la marina, así como en otro sitio militar cerca de Freetown. Dos guardias asignados a la residencia del expresidente Ernest Bai Koroma también fueron atacados, según Koroma uno de ellos, un cabo, fue asesinado y el otro, un suboficial, fue secuestrado. Los medios locales informaron posteriormente de que el ejército había llevado a cabo una redada en su domicilio, matando a un guardia y capturando a otro, mientras que otro miembro de su equipo de seguridad murió en un enfrentamiento separado. El ministro del Interior, David Taluva, dijo que los golpistas atacaron un cuartel de policía y confiscaron armas a los oficiales después de quedarse sin municiones. Un corresponsal de la BBC dijo que aparentemente los atacantes intentaron tomar la residencia presidencial, pero luego avanzaron hacia la armería al no lograr burlar la seguridad presidencial.

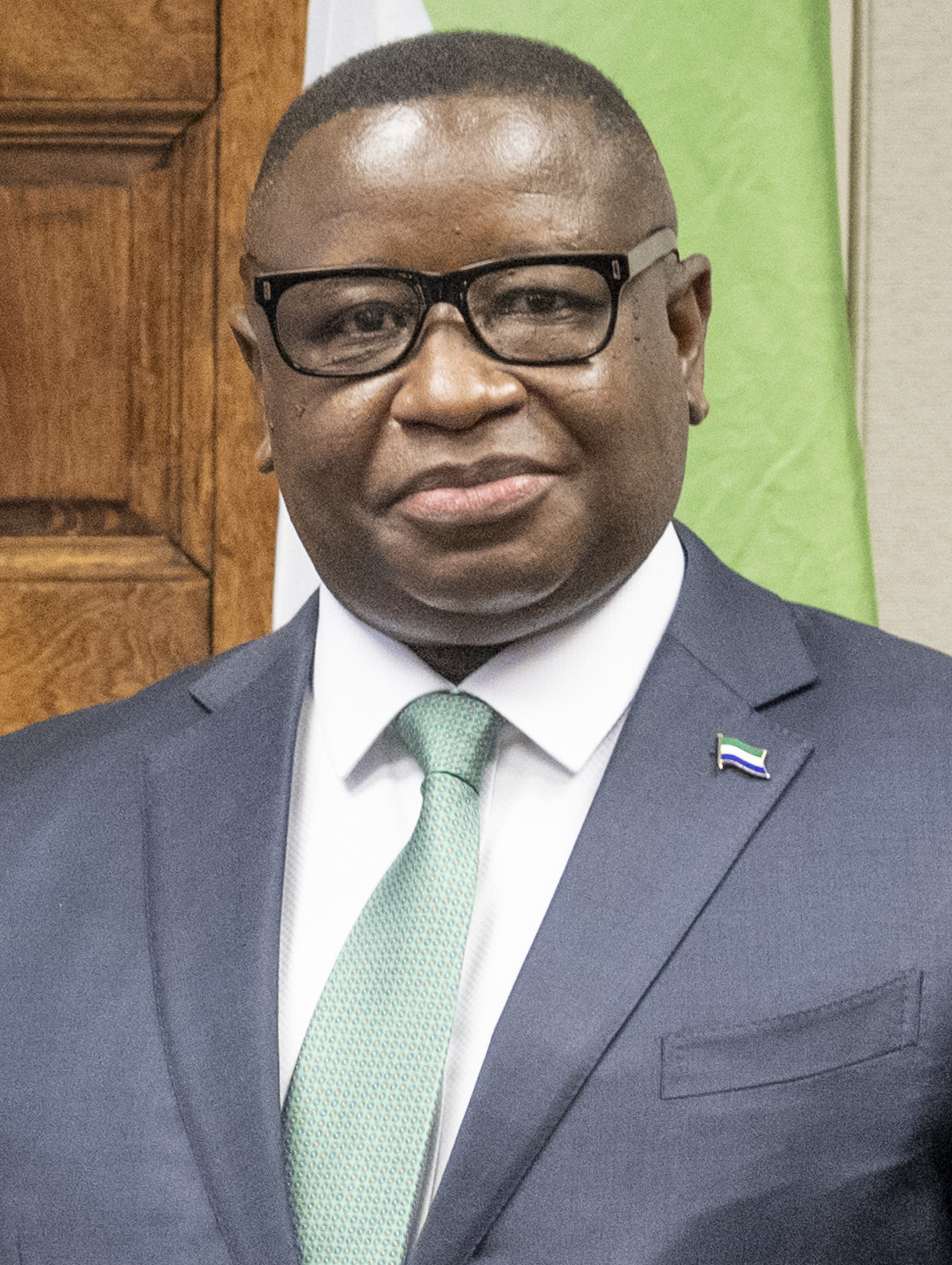
El presidente del país, Julius Maada Bio.

El ministro de Información, Chernoh Bah, describió los ataques como «ataques coordinados y adecuadamente planificados contra la seguridad y el bienestar de nuestro estado». Posteriormente se decretó un toque de queda a nivel nacional y se inició una cacería humana para encontrar a los atacantes. El presidente Julius Maada Bio afirmó que el ataque fue repelido por las fuerzas de seguridad y que el gobierno tenía el control de la situación. Algunos militantes fueron capturados y en los videos se puede ver a personal uniformado arrestado en la parte trasera o al lado de un vehículo militar. Muchas calles de Freetown estaban vacías, con soldados patrullando y puestos de control en numerosas zonas. Se informó que los combates se habían trasladado a las afueras de la ciudad. Esa misma noche, Bio declaró en un discurso televisado que la mayoría de los líderes del ataque, al que calificó de «violación de la seguridad» y de un ataque a la democracia, habían sido arrestados y que «la calma había regresado», mientras que el toque de queda se acortó de las 21:00h a las 6:00h del 27 de noviembre. La autoridad de aviación civil de Sierra Leona declaró que el espacio aéreo del país permanecía abierto, pero pidió a las aerolíneas que reprogramaran sus vuelos tras el levantamiento del toque de queda.
El 28 de noviembre, se informó de disparos en Murray Town, y las autoridades dijeron que era parte de una operación exitosa para capturar a una persona de interés en los ataques.

## Víctimas
El ejército de Sierra Leona afirmó que catorce de sus soldados murieron luchando por el gobierno, mientras que otros ocho miembros del personal resultaron heridos. Agregó que tres atacantes, un oficial de policía, un guardia de prisión, una mujer civil y un empleado de seguridad privada también murieron, lo que eleva el número total de muertos a veintiuno.

## Atacantes
Aún se desconoce el grupo responsable de los ataques. Uno de los militantes, que patrullaba en un vehículo policial robado cerca del cuartel Wilberforce, afirmó su intención de «limpiar la sociedad» y afirmó que no atacaba a civiles comunes.
El ministro de Información, Chernor Bah, dijo que entre los involucrados había oficiales militares actualmente en activo y otras ya retirados. Un portavoz del ejército describió a los perpetradores como «soldados renegados».
Las fuerzas del orden recluyeron al expresidente Ernest Bai Koroma en su domicilio para interrogarlo el 9 de diciembre. El jefe de policía de Sierra Leona, Fayia Sellu, declaró que era sospechoso del intento de golpe de Estado, y el gobierno confirmó su declaración el 12 de diciembre. Koroma había dicho previamente que «condenaba enérgicamente el ataque».

## Consecuencias
El 28 de noviembre, el ministro de Información, Chernor Bah, calificó el incidente como «un intento fallido de golpe de Estado» que pretendía «subvertir y derrocar ilegalmente a un gobierno elegido democráticamente». La policía publicó posteriormente fotografías de treinta y dos hombres y dos mujeres que, según dijeron, estaban siendo buscados en relación con los ataques, incluidos soldados y policías activos y retirados, así como algunos civiles.
Ese mismo día fueron detenidos trece militares y un civil, mientras que dos vehículos que transportaban armas y municiones fueron recuperados tras ser robados por los atacantes de la armería. El viceministro de información, Yusuf Keketoma Sandi, anunció más tarde en la radio estatal que cuarenta y tres personas habían sido arrestadas durante el fin de semana del 2 y 3 de diciembre, lo que elevaba el número total de arrestos en relación con el incidente a cincuenta y siete. Esto incluía treinta y siete soldados, diez civiles, cuatro soldados dados de baja, cinco oficiales de policía en activo y un oficial de policía retirado. El 5 de diciembre, el gobierno anunció la detención de uno de los presuntos organizadores del golpe, Amadu Koita, ex oficial militar y guardaespaldas del expresidente Koroma y destacado crítico del gobierno de Bio en las redes sociales, junto con dos agentes de policía que lo protegían, lo que elevaba el número total de detenciones a sesenta. La policía publicó una fotografía de vigilancia en la que se ve a Koita supuestamente portando un arma en uno de los ataques a la prisión.
Hasta el 12 de diciembre, las autoridades habían arrestado a ochenta personas sospechosas de participar en el golpe, y se buscaba a otras cincuenta y cuatro, incluida la hija de Koroma. Las autoridades también informaron que habían recuperado veintinueve fusiles de asalto y cinco lanzacohetes pertenecientes a los presuntos golpistas. El 2 de enero de 2024, Koita y otras once personas fueron acusadas de traición ante un tribunal de Freetown. Al día siguiente, Koroma también fue acusado de cuatro cargos de traición en relación con el golpe. El 17 de enero, el Tribunal Superior permitió a Koroma salir de Sierra Leona y buscar tratamiento médico en Nigeria hasta abril.
El 23 de julio de 2024, Koita y otros diez acusados fueron condenados por cargos relacionados con el intento de golpe de Estado. Este recibió una condena de 182 años de prisión por liderar el intento. Los demás acusados recibieron penas de entre 30 y 112 años. El 9 de agosto, un tribunal militar condenó a veinticuatro soldados por participar en el golpe y los condenó a penas de hasta 120 años de prisión, la última de las cuales recayó en el acusado de mayor rango, el teniente coronel Charles James Mishek Yamba.

## Reacciones
El 26 de noviembre la Comunidad Económica de Estados de África Occidental (CEDEAO) condenó los ataques y emitió una declaración de «tolerancia cero ante cambios inconstitucionales de gobierno» y calificó el incidente como un intento de perturbar el orden constitucional de Sierra Leona. El 28 de noviembre, el bloque dijo que estaba preparado para desplegar apoyo regional para «fortalecer la seguridad nacional» en el país. El bloque envió una delegación para reunirse con Bio el 27 de noviembre. Ese mismo día, Bio también se reunió con otra delegación de Nigeria, quien, según él, transmitió un mensaje de solidaridad de la CEDEAO. El asesor de seguridad nacional de Nigeria, Malam Nuhu Ribadu, advirtió que «la CEDEAO y Nigeria no aceptarán ningún acto que interfiera con la democracia, la paz, la seguridad y la estabilidad de Sierra Leona».
La embajada de Estados Unidos también condenó los ataques y ofreció apoyo continuo a Sierra Leona en un comunicado en las redes sociales. Francia y la misión de la Unión Europea expresaron su preocupación y pidieron el respeto del orden constitucional.